# Хенаро-Кодина (муниципалитет)
Хенаро-Кодина (исп. Genaro Codina) — муниципалитет в Мексике, входит в штат Сакатекас. Население 7974 человека.